# میخائلا دلینووا
میخائلا دُلینووا (چکی: Michaela Dolinová؛ ۱۶ مارس ۱۹۶۴ – ) بازیگر اهل کشور جمهوری چک است. وی از سال ۱۹۶۵ میلادی تاکنون مشغول فعالیت بوده‌است.
از فیلم‌ها یا برنامه‌های تلویزیونی که وی در آن نقش داشته‌است می‌توان به ساختمان پزشکان در باغ رز، خیابان اشاره کرد.